# Domina (jeu vidéo)
Pour les articles homonymes, voir Domina.
Domina est un jeu vidéo de gestion développé et édité par DolphinBarn, sorti en 2017 sur Windows.

## Système de jeu
Dans un univers en pixel art, le joueur gère un ludus (caserne de gladiateurs).

## Accueil
- Canard PC : 4/10[1]